# Anomali
En anomali är en avvikelse från det normala.

## Vetenskapsteori
Anomali kan inom vetenskapsteorin ses som ett faktum som strider mot ett paradigm, det vill säga strider mot en allmänt accepterad teori eller världsuppfattning. Att ändra på teorin för att ta bort en anomali som inte passar in är inte alltid möjligt utan att det leder till att nya anomalier uppstår. För att lösa en anomali kan det därför krävas en grundläggande omstrukturering av de befintliga teorierna.
Det finns olika sätt att se på anomalier och dess förhållning till teorin. Bland annat lanserade Thomas Kuhn, 1962 den så kallade paradigmteorin. I denna teori menar han att paradigmen alltid kommer att stöta på anomalier som ger upphov till paradigmfalsifieringar. I och med detta framträder nya paradigm, vilket innebär en slags vetenskaplig revolution.
De nya paradigmen blir vägledare för den vetenskapliga verksamheten ända till den själv blir ifrågasatt för sina anomalier, vilket skapar problem som kan bidra till en ny kris med en ny vetenskaplig revolution som efterföljd.
Karl Popper menar däremot att anomali är en nödvändighet för vetenskapens utveckling. Detta med anledning av falsifieringen av accepterade teorier som anomalierna skapar. Poppers tankar kan kopplas till den hermeneutiska spiralen vilken belyser rörelsen mellan individens förförståelse och mötet med nya erfarenheter. Denna rörelse blir till en ny förförståelse som ligger till grund för kommande tolkningar.

## Begreppets övriga användningsområden
Inom astronomi är anomali ett begrepp inom celest mekanik objekt vars position eller bana avviker från den förväntade. Man skiljer mellan sann anomali, excentrisk anomali och medelanomali.
Inom geofysik tecknar anomali ett mätvärde som kraftigt avviker från ett normalvärde. Man brukar här skilja mellan absolut anomali och relativ anomali, men även mellan lokal anomali och regional anomali.
Inom språkvetenskap betecknar anomali en böjning, ordform eller konstruktion som avviker från det grammatiska mönstret. Förespråkare för en ökad regelbundenhet i språket brukar kallas analogister.
Inom meteorologi beskrivs lokala avvikelser från ett vidsträckt mönster eller medelvärden över en längre tidsperiod som anomalier, exempelvis temperaturanomali och nederbördsanomali.
Inom prospektering efter malm används geokemisk anomali för att hitta malmfyndigheter täckta av morän eller andra lösa avlagringar. Geofysiska anomalier används för att hitta malmkroppar som är tyngre än omgivningen och förändrar gravitationen.